# Lacrosse
Lacrosse je momčadski sport s loptom. Igraju ga dvije momčadi s po 10 igrača, 9 u polju i 1 vratar, odnosno dvije djevojčadi s po 12 igračica, 11 u polju i 1 vratarka. Cilj igre je teškom gumenom loptom postići pogodak, koristeći pri tome štap s pričvršćenom mrežicom na vrhu (sliči na reket s opsega 20 cm) za dodavanje lopte suigraču ili šut na gol.
Lacrosse se uglavnom igra na otvorenom, na travnatim terenima, iako postoji i dvoranska varijanta. Dimenzije terena na otvorenom su slične dimenzijama nogometnog igrališta, i iznose 100 x 50 metara. Gol je dimenzija 180 x 180 cm te opremljen mrežom sličnom onoj na golu u hokeju na ledu.
U dva navrata se ovaj sport našao i na programu Olimpijskih igara, više o tome u članku Lacrosse na Olimpijskim igrama.
Danas je ovaj sport raširen uglavnom na sjeverno-američkom kontinentu, i to u SAD i Kanadi, ali i u Francuskoj i Engleskoj. Posebno je čest studentski sport na sjevernoameričkim sveučilištima. Izvan tog područja lacrosse nije previše popularan sport.
Igra potječe od jedne indijanske igre koju su igrali Indijanci s područja sjevernog SAD-a i južne Kanade. Igra je služila ratnicima za izoštravanje ratničkih vještina, ali imala je i vjersku podlogu.
Danas postoji inačica lacrossea koju Indijanci i dan-danas igraju, samo što je ta indijanska inačica dosta grublja od natjecateljskog lacrossea.